# خوسه بوستامانته (بازیکن فوتبال، زاده ۱۹۰۷)
خوسه بوستامانته (اسپانیایی: José Bustamante‎؛ زادهٔ ۱۹۰۷ - درگذشته نامشخص) بازیکن فوتبال اهل بولیوی بود.
وی همچنین در تیم ملی فوتبال بولیوی بازی کرده‌است.